# Allal Ben Abdellah (615)
L'Allal Ben Abdellah (615) (arabe : علال بن عبد الله) est une frégate SIGMA 9813 en service dans la marine royale marocaine.
Le navire, entré en service en 2012, est la dernière unité multimissions SIGMA commandées par le Maroc au chantier néerlandais Damen Schelde Naval Shipbuilding.

## Historique
La marine royale marocaine signe un contrat avec Damen le 6 février 2008 pour trois frégates SIGMA, également appelées « frégates multi-missions marocaines », dont la valeur du contrat est estimée à 1,2 milliard de dollars. La quille de la troisième frégate, de conception SIGMA 9813, est posée en septembre 2009 au chantier naval Damen Vlissingen-East à Flessingue, aux Pays-Bas. Le navire est lancé en octobre 2011 et achève ses essais en mer en juin 2012.
L'Allal Ben Abdellah est transféré dans la marine royale marocaine et mis en service le 8 septembre 2012 à Rotterdam, coïncidant avec la 35e Journée portuaire mondiale organisée dans la ville. Au cours des trois prochaines semaines, l'équipage du navire suivra une formation sur la sécurité maritime à Den Helder et en mer du Nord, avec l'aide du personnel de la marine royale néerlandaise. À l'issue de la formation en septembre 2012, la frégate entame son voyage inaugural vers le Maroc.
En avril 2016, le navire fait escale au port de Djeddah, en Arabie Saoudite, après avoir pris part au salon militaire « Dimdex 2016 » qui s'est tenu à Doha (Qatar) en mars.
Durant l'exercice combiné maroco-américain, « African Lion 2021 » en août 2021, la frégate marocaine et le destroyer américain USS Ross escortent le navire de transport rapide expéditionnaire USNS Trenton. Le navire participe ensuite, aux côtés de la frégate portugaise Corte-Real, à l'exercice « Alcântara 2021 » en août 2021. En novembre 2021, l'Alamgir de la marine pakistanaise et l'Allal Ben Abdellah prennent part à un exercice conjoint dans l’océan Atlantique. En décembre 2021, dans le cadre de la collaboration militaire entre les États-Unis et le Maroc, le porte-avions USS Harry S. Truman, son groupe de combat et l'Allal Ben Abdellah ont effectué des manœuvres militaires.